# 王重 (崇禎進士)
王重（？年—1661年），字有山，號三山，鎮江府金坛县人。明朝末年政治人物。

## 生平
崇祯三年（1630年）庚午科應天府乡试舉人，崇禎四年（1631年）联捷辛未科进士。吏部观政，七年授中書舍人，十年掌中書科印，十二年升吏部考功司主事，历文选司郎中。与兵部主事成德相善，明末成德殉国，王重受其生前所托，分割家宅抚养其子。
顺治十六年，郑成功从崇明岛进入长江，攻陷了镇江府等地，一些思慕明朝的遗民，因而纷纷暗中接应，企图恢复明室。清廷为之震动。不久之后，郑成功败退。清朝下令彻查私通海外的人，发起“通海案”，许多人受到株连。金坛知县任体坤为掩盖弃城之罪，与乡绅王重、袁大受串通，上报當地儒生三十八人通敌，但被江南按察使姚延著查知真相，任体坤獲罪，余者皆减罪。乡绅袁大受等人不满，动用人脉关系，写信向京城御史马腾蛟求助，认为“不速杀儒生等人，恐生出其它祸端，引火上身”。不料书信来往中，被人泄密，顺治皇帝下令让户部、刑部侍郎及江宁巡抚朱国治审理案件，于是提审王重、知县任体坤等人，并全部拘捕入狱。并将事件扩大化，凡是牵连其中的人，包括被诬告的儒生、书吏、耆生都被判了“通海”之罪，此案牵连数千人，姚延著、陳于鼎等人都因此案被处死刑。